# Red Mexicana de Ciencia, Tecnología y Género
La Red Mexicana de Ciencia, Tecnología y Género es una asociación voluntaria que estimula el intercambio de experiencias de grupos académicos y de investigación, además de analizar la participación de las mujeres en la ciencia y tecnología en México. Pertenece a la red temática de Conacyt.
Fue fundada durante el Foro Nacional de Análisis y Propuestas con perspectiva de Género sobre los Sistemas de Estímulo y Reconocimiento de las Instituciones de Educación Superior, en 2012, para realizar recomendaciones en cuanto a equidad, a partir de conocer la participación, ingreso, promoción, evaluación y reconocimiento de las mujeres en el sistema de ciencia y tecnología.
Promueve la investigación en el tema de las mujeres en la ciencia, tecnología y género, además de desarrollar estudios para mejorar la comprensión entre ciencia y género.